# Konståret 1957

## Händelser

### Okänt datum
- Malmöbaserade konstnärsgruppen Imaginisterna, med bland andra Max-Walter Svanberg, upplöses.
- Limhamns konstförening startar sin verksamhet

## Priser och utmärkelser
- Prins Eugen-medaljen tilldelas Einar Jolin, målare, Hakon Ahlberg, arkitekt, Arthur Percy, konsthantverkare, Oluf Höst, dansk konstnär, och Marcus Collin, finländsk målare.

## Verk
- Maurice Boitel – Hönorna

## Priser och utmärkelser
- Villa Massimo: Fritz Koenig

## Födda
- 7 januari – Angelica Kristenson Aurelius, svensk konstnär och målare.
- 24 januari – Erik Pauser, svensk konstnär.
- 15 mars – David Silverman, amerikansk animatör.
- 26 mars – Shirin Neshat, iransk konstnär verksam i USA.
- 29 april – Birgitte Söndergaard, svensk skådespelerska, konstnär och programledare i TV.
- 7 maj – Kåge Klang, svensk konstnär, tecknare och animatör.
- 16 maj – Thomas Hirschhorn, schweizisk konstnär verksam i Paris.
- 13 juni – Guy Portelli, sydafrikansk konstnär.
- 21 augusti – John Howe, schweizisk illustratör.
- 28 augusti – Ai Weiwei, kinesisk konstnär och arkitekt.
- 24 oktober – Wolfgang Müller, tysk konstnär.
- 4 november – Britt Ignell, svensk skulptör.
- 9 november – Ernesto Guerra, svensk-colombiansk författare och konstnär.
- 18 november – Ernst Billgren, svensk konstnär.
- 25 november – Caterina Davinio, Italiensk diktare, författare, fotograf, och videokonstnär.
- 16 december – Hasse Bredenberg, svensk konstnär (målare).
- okänt datum – Thomas Larsson, svensk konstnär.
- okänt datum – Björn Ross, svensk konstnär.
- okänt datum – Björn Dahlström, svensk formgivare och industridesigner.
- okänt datum – Lise Malinovsky, dansk målare.
- okänt datum – Andrej Kolkutin, rysk konstnär.
- okänt datum – Tony Oursler, amerikansk konstnär
- okänt datum – Mark Beam, amerikansk popkonstnär.

## Avlidna
- 1 januari – Óscar Domínguez, målare.
- 17 januari – Jože Plečnik, arkitekt.
- 20 januari – John Minton, målare och illustratör.
- 4 februari – Miguel Covarrubias, målare.
- 14 februari – Emanuel Hahn, skulptör.
- 16 mars – Constantin Brâncuşi, skulptör.
- 23 mars – Andrzej Wróblewski, målare.
- 28 mars – Jack Butler Yeats, målare och illustratör.
- 14 maj – Marie Vassilieff, målare.
- 18 maj – Bruce Rogers, bokdesigner och typograf.
- 12 juni – Mario Urteaga Alvarado, målare.
- 7 juli – Kiyoshi Koishi, fotograf.
- 2 augusti – Lasar Segall, målare.
- 19 augusti – David Bomberg, målare.
- 26 september – Pompeo Coppini, skulptör.
- 11 oktober – René Auberjonois, målare.
- 15 oktober – Henry van de Velde,  målare, arkitekt och designer.
- 24 oktober – Christian Dior, modedesigner.
- 2 november – Mahonri Young, skulptör.
- 7 november – Hasui Kawase, japansk grafiker.
- 16 november – Georg Tappert, tysk målare.
- 20 november – Mstislav Dobuzhinsky, grafiker.
- 24 november – Diego Rivera, målare.
- 14 december – Josef Lada, målare.